# جاكسون (لاعب كرة قدم برازيلي)
جاكسون هو رياضي ولاعب كرة قدم برازيلي، ولد في 24 أبريل 1999 في سانتانا دوايبانيما في البرازيل. لعب مع نادي أيه بي سي.

## وصلات خارجية
- جاكسون (لاعب كرة قدم برازيلي) على موقع قاعدة بيانات كرة القدم.إي يو (الإنجليزية)
- جاكسون (لاعب كرة قدم برازيلي) على موقع Soccerway.com (الإنجليزية)
- جاكسون (لاعب كرة قدم برازيلي) على موقع عالم كرة القدم.نت (الإنجليزية)